# Liste der denkmalgeschützten Objekte in Weissenbach an der Triesting
Die Liste der denkmalgeschützten Objekte in Weissenbach an der Triesting enthält die 10 denkmalgeschützten, unbeweglichen Objekte der Gemeinde Weissenbach an der Triesting im niederösterreichischen Bezirk Baden.

## Denkmäler
| Foto |                 | Denkmal                                                                         | Standort                                                    | Beschreibung | Metadaten |
| ---- | --------------- | ------------------------------------------------------------------------------- | ----------------------------------------------------------- | --- | --- |
| ja   | Datei hochladen | Sog. Neues Schloss Neuhaus HERIS-ID: 40774 Objekt-ID: 40808                     | Burg 1 Standort KG: Neuhaus                                 | Siehe Anlage Schloss Neuhaus | BDA-Hist.: Q64764922 Status: Bescheid Stand der BDA-Liste: 2025-06-30 Name: Sog. Neues Schloss Neuhaus GstNr.: 206, 208 Burg Neuhaus, Lower Austria                                  |
| ja   | Datei hochladen | Anlage Schloss Neuhaus HERIS-ID: 112146 Objekt-ID: 130200seit 2014              | Burg 1 Standort KG: Neuhaus                                 | Schloss Neuhaus, eine mehrteilige Anlage, von einer Mauer umgeben und im Osten von zwei Türmen bewehrt, geht vermutlich auf ein Festes Haus zurück, das im zweiten Viertel des 13. Jahrhunderts gegründet wurde, um das Triestingtal zu sichern. Im 17. Jahrhundert wurde die Anlage grundlegend umgebaut und erweitert. Dabei entstand unter anderem die später mit Pfarrrechten ausgestattete Schlosskirche. | BDA-Hist.: Q1013284 Status: Bescheid Stand der BDA-Liste: 2025-06-30 Name: Anlage Schloss Neuhaus GstNr.: 205, 206, 208, 143 Burg Neuhaus, Lower Austria                             |
| ja   | Datei hochladen | Kath. Filialkirche hl. Ägydius Friedhofsmauer HERIS-ID: 50544 Objekt-ID: 55628  | bei Schwarzensee 3 Standort KG: Schwarzensee                | Die schlichte Saalkirche, im Kern romanisch, hat einen polygonalen Chor in barockem Stil und ist von einer Friedhofsmauer umgeben. | BDA-Hist.: Q38040774 Status: § 2a Stand der BDA-Liste: 2025-06-30 Name: Kath. Filialkirche hl. Ägydius Friedhofsmauer GstNr.: 403 Church Schwarzensee                                |
| ja   | Datei hochladen | Anlage ehem. Leonische Fabrik HERIS-ID: 111121 Objekt-ID: 128906                | Further Straße 27 Standort KG: Weißenbach an der Triesting  | 1840 als Eisenwalz- und Drahtzugwerk errichtet, 1926 eingestellt. Fabriksgebäude: zweigeschoßiger langgestreckter Bau aus der zweiten Hälfte des 19. Jahrhunderts. | BDA-Hist.: Q37821863 Status: Bescheid Stand der BDA-Liste: 2025-06-30 Name: Anlage ehem. Leonische Fabrik GstNr.: 119/5, 113/3, 113/1 Leonische Fabrik, Weissenbach an der Triesting |
| ja   | Datei hochladen | Wohnhaus, ehem. Hotel-Schule HERIS-ID: 50808 Objekt-ID: 56185                   | Hauptstraße 16 Standort KG: Weißenbach an der Triesting     | Zweigeschoßiger asymmetrischer Bau im späthistoristischen Stil, um 1895. | BDA-Hist.: Q38042284 Status: § 2a Stand der BDA-Liste: 2025-06-30 Name: Wohnhaus, ehem. Hotel-Schule GstNr.: 29/3 Former hotel business school, Weissenbach                          |
| ja   | Datei hochladen | Wetterhäuschen HERIS-ID: 65673 Objekt-ID: 78537 marterl.at: 15875               | bei Kirchenplatz 1 Standort KG: Weißenbach an der Triesting | Über dreieckigem Grundriss und unter Spitzhelm um 1895 errichtet. | BDA-Hist.: Q38111119 Status: § 2a Stand der BDA-Liste: 2025-06-30 Name: Wetterhäuschen GstNr.: 36/2 Weather station Weissenbach an der Triesting                                     |
| ja   | Datei hochladen | Kath. Pfarrkirche hl. Herz Jesu HERIS-ID: 65664 Objekt-ID: 78524                | Kirchenplatz 2 Standort KG: Weißenbach an der Triesting     | Die von Adolph von Pittel gestiftete Herz-Jesu-Kirche im Westen des alten Ortskerns von Weissenbach, 1892/1893 nach Plänen des Architekten Ludwig Schöne errichtet und 1946 zur Pfarrkirche erhoben, ist eine neugotische Saalkirche mit Fassadenturm und Spitzbogenportal. | BDA-Hist.: Q1614997 Status: § 2a Stand der BDA-Liste: 2025-06-30 Name: Kath. Pfarrkirche hl. Herz Jesu GstNr.: 459 Weissenbach an der Triesting Pfarrkirche                          |
| ja   | Datei hochladen | Heimatmuseum, ehem. Kindergarten, ehem. Schule HERIS-ID: 65667 Objekt-ID: 78531 | Kirchenplatz 3 Standort KG: Weißenbach an der Triesting     | Eingeschoßiges Gebäude unter Walmdach mit Rundbogentor, 1900/01 erbaut. Späthistoristisch mit neobarocken Elementen. | BDA-Hist.: Q38111110 Status: § 2a Stand der BDA-Liste: 2025-06-30 Name: Heimatmuseum, ehem. Kindergarten, ehem. Schule GstNr.: 127/1 Heimatmuseum Weissenbach an der Triesting       |
| ja   | Datei hochladen | Pfarrhof HERIS-ID: 65666 Objekt-ID: 78530                                       | Waldgasse 6 Standort KG: Weißenbach an der Triesting        | Zweigeschoßige Villa mit kräftig vorspringendem Mittelrisalit unter Schopfwalmgiebel. Um 1900 errichtet, späthistoristisch-neobarock. | BDA-Hist.: Q38111101 Status: § 2a Stand der BDA-Liste: 2025-06-30 Name: Pfarrhof GstNr.: 129/3                                                                                       |
| ja   | Datei hochladen | Friedhof HERIS-ID: 65675 Objekt-ID: 78539                                       | Standort KG: Weißenbach an der Triesting                    | Der an einem Hang gelegene Friedhof westlich des Ortes, mit einer späthistoristisch-neoromanischen Gruftarkadenreihe als oberem Abschluss, wurde 1896 fertiggestellt. | BDA-Hist.: Q38111129 Status: § 2a Stand der BDA-Liste: 2025-06-30 Name: Friedhof GstNr.: 145/3 Friedhof Weissenbach an der Triesting                                                 |